# Chiesa della Natività di Maria (Belveglio)
La chiesa della Natività di Maria è la parrocchiale di Belveglio, in provincia e diocesi di Asti; fa parte della zona pastorale Sud.

## Storia
La primitiva chiesa di Santa Maria sorse forse nel Cinquecento; dalla relazione della visita pastorale compiuta nel 1586 da monsignor Angelo Peruzzi s'apprende che essa era situata fuori dal borgo, essendo menzionata come campestris.
Nel secolo successivo le sue condizioni non erano buone, seppur tollerabili; tra il 1769 e il 1770 si provvide a ricostruire la sagrestia e il coro.
Il 12 maggio 1808 venne ufficializzato il progetto di edificazione della nuova chiesa; i lavori di costruzione terminarono nel 1824 e la benedizione fu impartita il 2 settembre di quell'anno.
Nel 1929 si provvide a restaurare la facciata e il tetto, mentre nel 1935 venne sopraelevato il campanile.
Tra gli anni ottanta e anni novanta si provvide ad adattare la chiesa alle norme postconciliari.

## Descrizione

### Esterno
La facciata a salienti della chiesa, rivolta a ponente e suddivisa da una cornice marcapiano in due registri, presenta in quello inferiore, tripartito da quattro lesene, il portale d'ingresso architravato e in quello superiore, affiancato da due volute e coronato dal timpano triangolare, in cui si legge la scritta "D.O.M. et Beata Maria Virgini", un rosone.
Annesso alla parrocchiale è il campanile in mattoni a base quadrata, suddiviso in più ordini da cornici; la cella presenta una monofora su ogni lato ed è coronata dalla cupoletta poggiante sul tamburo.

### Interno
L'interno dell'edificio, che è a pianta centrale ottagonale, si compone di un'unica navata, le cui pareti sono scandite da paraste e sulla quale si affacciano due cappelle laterali e quattro coretti trapezoidali; al termine dell'aula si sviluppa il presbiterio, composto da due campate e chiuso dall'abside.
Qui sono conservate diverse opere di pregio, tra le quali le due statue raffiguranti San Giuseppe e la Beata Vergine con il Bambino, e la pala ritraente i Santi Giorgio e Sebastiano ai piedi della Vergine.